# أوزيبيو ليال
أوزيبيو ليال (بالإسبانية: Eusebio Leal Spengler) (1942 - 2020)، هو مؤرخ مكسيكي وكوبي، وكان مؤرخ لمدينة هافانا ومدير برنامج استعادة هافانا القديمة.
ولد يوم 11 سبتمبر 1942 في العاصمة هافانا، حاصل على شهادة في التاريخ من جامعة هافانا عام 1979. خريج في إيطاليا حول ترميم المراكز التاريخية، بعد حصوله على منحة دراسية تقدمها وزارة العلاقات الخارجية للجمهورية الإيطالية، حاصل على ماجستير دراسات في أمريكا اللاتينية والكاريبي وكوبا ، جامعة هافانا 1996، ودكتوراه في العلوم التاريخية ، جامعة هافانا ، 1997
توفي يوم 31 يوليو 2020 في العاصمة هافانا.